# Pachybrachius fracticollis
Pachybrachius fracticollis ist eine Wanze aus der Familie der Rhyparochromidae.

## Merkmale
Die Wanzen werden 4,6 bis 5,8 Millimeter lang. Sie sind anhand des typisch hinter der Mitte eingeschnürten Pronotums, das keine ausgezogenen Seitenränder besitzt, als Vertreter der Gattung Pachybrachius erkennbar. Man kann die Art von der sehr ähnlichen Pachybrachius luridus durch den kurzen und unauffälligen Flaum des Pronotums und durch die einzelne Reihe von Dornen an den Schenkel (Femora) der Vorderbeinen unterscheiden. Außerdem ist das Pronotum etwas mehr langgestreckt als bei der ähnlichen Art. Die Imagines sind immer voll geflügelt (makropter).

## Verbreitung und Lebensraum
Die Art ist in Europa mit Ausnahme des hohen Nordens verbreitet und fehlt auch im südlichen Mittelmeerraum. Nach Osten erstreckt sich die Verbreitung bis Sibirien und in den Kaukasus. Sie wurde durch den Menschen nach Nordamerika eingeschleppt.
Die Art ist in Mitteleuropa weit verbreitet, aber im Süden seltener als im Norden. Sie ist aber nirgends häufig und tritt nur gelegentlich lokal in größerer Zahl auf. Man findet sie vor allem im Flachland; in den Alpen kaum über 900 Meter Seehöhe. In Großbritannien ist sie lokal und lückenhaft in England und Wales verbreitet. Besiedelt werden verschiedenste feuchte Lebensräume, wie Moore, Feuchtwiesen oder Gewässerränder.

## Lebensweise
Die Tiere leben an Sauergrasgewächsen (Cyperaceae), wie etwa Wollgräser (Eriophorum) und Seggen (Carex), wo sie sowohl an den reifenden Samen, als auch an den Pflanzen selbst saugen. Vor allem an nassen Standorten findet man die Imagines oben auf den Pflanzen. Ältere Nymphen leben vor allem nahe dem Boden. Die Imagines können fliegen und werden vor allem während der Paarungszeit nachts durch künstliches Licht angelockt. Die Imagines überwintern vor allem in  Bodenstreu an trockenen Stellen. Die Paarung erfolgt von Mai bis Anfang Juni. Die Weibchen legen ihre Eier einzeln in feuchte Bodenstreu, zwischen Moos oder in den Stängeln der Nahrungspflanzen ab. Nach sechs bis acht Wochen, frühestens ab Ende Juli, ansonsten ab August treten die Imagines der neuen Generation auf.

## Belege